# Michael Bublé
Michael Steven Bublé (Burnaby (Canada), 9 september 1975) is een Canadese jazzzanger en acteur. Hij is woonachtig in zowel Canada als in Italië. Bublé heeft wereldwijd meer dan 25 miljoen albums verkocht en verschillende hitsingles gehad. In Nederland was zijn grootste hit Haven't Met You Yet, die in 2009 de 4e plek in de Nederlandse Top 40 bereikte.
Zijn manager is Bruce Allen, ook de manager van Bryan Adams. In 2018 kreeg hij een ster op de Hollywood Walk of Fame.

## Biografie

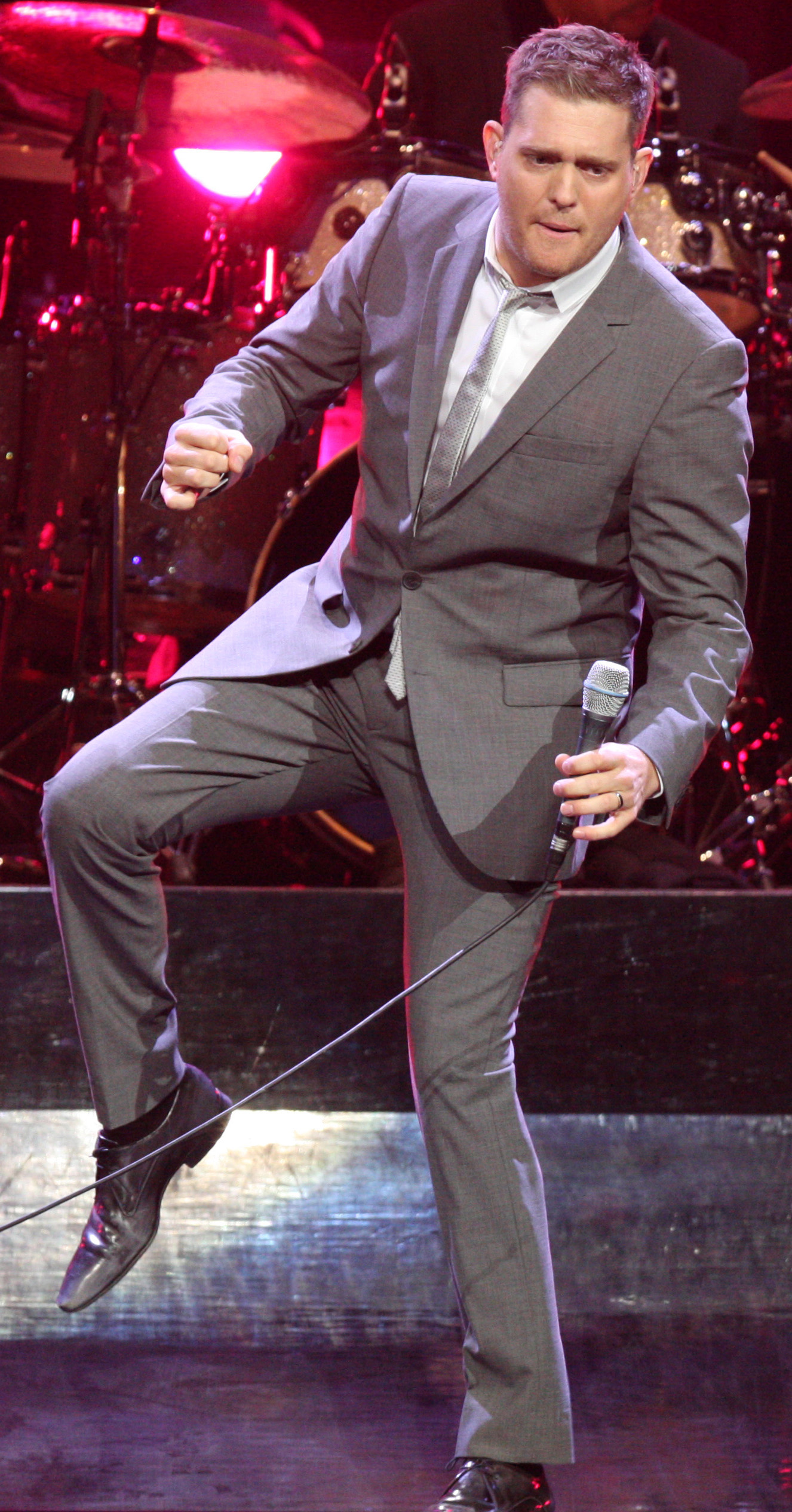
Michael Bublé in februari 2011

Michael Bublé werd geboren in Burnaby, in Brits-Columbia. Tijdens zijn jeugd luisterde hij veel naar zijn opa’s jazzalbums. Op zijn website staat dat zijn grootvader zijn beste vriend was, en degene die de wereld van muziek opende die eigenlijk aan zijn generatie was voorbijgegaan. Door hem wilde Bublé zanger worden. Hij groeide op met muziek van onder anderen Ella Fitzgerald en Frank Sinatra.
Bublés opa bracht hem bij een talentenjacht in Vancouver, waar hij won maar later werd gediskwalificeerd omdat hij te jong was. Hierdoor werd hij niet ontmoedigd; hij won toen hij 17 jaar was de eerste prijs bij de Canadian Youth Talent Search.
De jaren daarna had hij een muzikale carrière die niet echt van de grond kwam. Hij speelde Elvis in een dinnershow en zong in een revue genaamd Forever Swing. Hij nam een paar albums op, één als cadeau voor zijn opa. In 2000 ontving hij twee Genie Award-nominaties voor de twee nummers die hij schreef voor de film Here’s to Life met onder anderen de Canadees Eric McCormack.

### Doorbraak
Een optreden tijdens een bedrijfsfeest zorgde voor Michael Bublés doorbraak. Tijdens dit feest gaf hij een cd aan Michael McSweeney, een kennis van de voormalige Minister President van Canada Brian Mulroney. McSweeney gaf de cd aan de minister, waarna Bublé werd uitgenodigd als zanger op de bruiloft van zijn dochter in 2000. Daar zong hij het nummer Mack the Knife van Kurt Weill. De zanger werd daar voorgesteld aan David Foster, een bekend producer. Hij tekende een contract waardoor hij terechtkwam bij het label 143. Daar bracht hij in 2003 zijn eerste titelloze album Michael Bublé uit.
Op het album staan veel bekende nummers als The Way You Look Tonight en Moondance (Van Morrison). In het nummer How Can You Mend a Broken Heart (origineel van de Bee Gees) zingt Barry Gibb de achtergrondzang. Michael Bublé kwam snel in de Canadese albumlijst terecht. Het album bereikte de platina status en behaalde de nummer 1-positie in Australië. Zijn nummers Kissing'Fool (origineel George Michael) en How Can You Mend a Broken Heart haalden de top 30 in Amerika. Zijn derde single Sway behaalde in een remixversie van Junkie XL de top 20 in Australië.
Op de Juno Awards van 2004 won Bublé de prijs voor beste nieuwkomer. Zijn album was genomineerd voor Album of the Year, maar won deze prijs niet.
Hij bracht in 2003 een kerst-cd uit, Let it Snow. Het titelnummer haalde de top 40 van Australië. Ook volgde een live-album, met een video die de top 10 behaalde in de Amerikaanse videohitlijst.
Hierop volgde een wereldtournee en verscheen hij verschillende malen op televisie, onder andere in de Today Show van NBC, waarin hij een duet zong met de gastvrouw Katie Couric.

### It's Time
Bublés tweede album, It's Time, zorgde voor groot succes. Het behaalde de nummer 7 in de Amerikaanse albumlijst. Ook in Nederland was het album succesvol; het behaalde de tweede positie. Op het album staan covers van The Beatles en Ray Charles, en ook de hitsingle Home.

### Call Me Irresponsible
Bublés derde album Call Me Irresponsible kwam uit op 1 mei 2007. De eerste single, Everything, werd een top 10-hit in de Nederlandse hitlijsten.

### Crazy love
Bublés vierde studioalbum, Crazy love, verscheen op 13 oktober 2009. Op dit album staat de hit Haven't met you yet. In Nederland kwam deze single op de vierde plaats in de Top 40.

### Christmas
Op 24 november 2011 lanceerde Michael Bublé zijn vijfde studioalbum, Christmas. Op dit album staat onder meer een duet met Shania Twain.

### To Be Loved
Op 12 april 2013 verscheen Michael Bublés zesde studioalbum, To Be Loved, hij kreeg er op 26 januari 2014 een Grammy Award voor "Best Traditional Pop Vocal Album.

### Privéleven
Michael Bublé is lange tijd verloofd geweest met Debbie Timuss, een toneelactrice, danseres en zangeres. Ze speelden samen in de musicals Red Rock Diner in 1996 en Forever Swing in 1998. Ook is Timuss de achtergrondzangeres op Bublés nummer It's Time. Het nummer Home is voor haar geschreven, toen Bublé in Italië was. Ook speelt ze een rol in de videoclip van dat nummer. Ze beëindigden hun relatie in november 2005.
Michael had een relatie met Emily Blunt, een Engels actrice; in juli 2008 eindigde hun driejarige relatie.
In november 2009 heeft Bublé Luisana Lopilato, een Argentijnse actrice, ten huwelijk gevraagd. Zij is onder andere te zien in de videoclip van Haven't met you yet. Ze trouwden op 31 maart 2011 in Buenos Aires. Bublé en Lopilato hebben twee zoons en twee dochters.

## Discografie

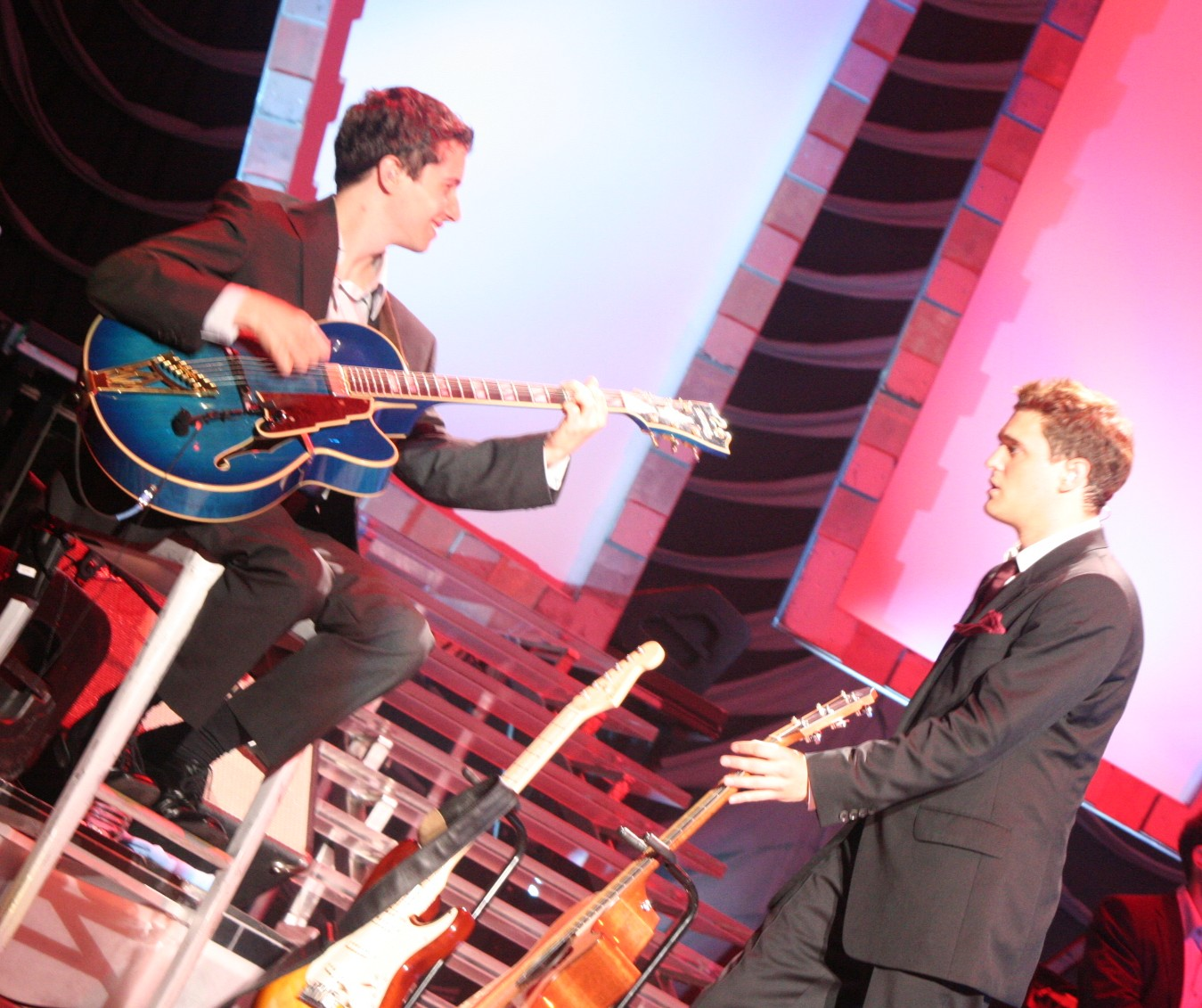
Bublé & Randy Napoleon, Caught in the Act

### Albums
| Album met eventuele hitnotering(en) in de Nederlandse Album Top 100 | Datum van verschijnen | Datum van binnenkomst | Hoogste positie | Aantal weken | Opmerkingen     |
| ------------------------------------------------------------------- | --------------------- | --------------------- | --------------- | ------------ | --------------- |
| First dance                                                         | 1995                  | -                     |                 |              |                 |
| Dream                                                               | 2002                  | -                     |                 |              |                 |
| Babalu                                                              | 2001                  | -                     |                 |              |                 |
| Totally Bublé                                                       | 2003                  | -                     |                 |              |                 |
| Michael Bublé                                                       | 11-02-2003            | 21-02-2004            | 32              | 10           |                 |
| Let it snow                                                         | 25-11-2003            | -                     |                 |              | ep              |
| Come fly with me                                                    | 30-03-2004            | -                     |                 |              | Livealbum & dvd |
| It's time                                                           | 08-02-2005            | 12-02-2005            | 2               | 78           |                 |
| Come fly with me                                                    | 30-03-2004            | 09-07-2005            | 40              | 13           | Livealbum & dvd |
| Caught in the act                                                   | 08-02-2005            | 26-11-2005            | 26              | 3            | Livealbum & dvd |
| With love                                                           | 2006                  | -                     |                 |              | ep              |
| Call me irresponsible                                               | 28-04-2007            | 05-05-2007            | 1(9wk)          | 79           | 2x Platina      |
| Meets Madison Square Garden                                         | 19-06-2009            | 27-06-2009            | 7               | 21           | Livealbum & dvd |
| Crazy love                                                          | 16-10-2009            | 24-10-2009            | 2               | 79           | Platina         |
| Christmas                                                           | 21-10-2011            | 29-10-2011            | 1(6wk)          | 42           | Platina         |
| To be loved                                                         | 12-04-2013            | 20-04-2013            | 1(2wk)          | 47           |                 |
| To be loved / Christmas                                             | 2013                  | 23-11-2013            | 11              | 10           |                 |
| Nobody but me                                                       | 21-10-2016            | 29-10-2016            | 4               | 10           |                 |
| Love                                                                | 16-11-2018            | 24-11-2018            | 4               | 9            |                 |

| Album met hitnotering(en) in de Vlaamse Ultratop 200 albums | Datum van verschijnen | Datum van binnenkomst | Hoogste positie | Aantal weken | Opmerkingen     |
| ----------------------------------------------------------- | --------------------- | --------------------- | --------------- | ------------ | --------------- |
| Michael Bublé                                               | 2003                  | 03-01-2004            | 40              | 10           |                 |
| It's time                                                   | 2005                  | 12-02-2005            | 14              | 27           |                 |
| Caught in the act                                           | 2005                  | 03-12-2005            | 77              | 3            | Livealbum & dvd |
| Call me irresponsible                                       | 2007                  | 05-05-2007            | 4               | 56           |                 |
| Meets Madison Square Garden                                 | 2009                  | 20-06-2009            | 35              | 5            | Livealbum & dvd |
| Crazy love                                                  | 2009                  | 24-10-2009            | 5               | 65           | Goud            |
| Christmas                                                   | 2011                  | 29-10-2011            | 3               | 59           | Goud            |
| To be loved                                                 | 2013                  | 20-04-2013            | 1(1wk)          | 60           |                 |
| Nobody but me                                               | 2016                  | 29-10-2016            | 7               | 44           |                 |
| Love                                                        | 2018                  | 24-11-2018            | 3               | 18           |                 |

### Singles
| Single met eventuele hitnotering(en) in de Nederlandse Top 40 | Datum van verschijnen | Datum van binnenkomst | Hoogste positie | Aantal weken | Opmerkingen                                           |
| ------------------------------------------------------------- | --------------------- | --------------------- | --------------- | ------------ | ----------------------------------------------------- |
| Feeling good                                                  | 19-04-2005            | -                     |                 |              | Nr. 61 in de Single Top 100                           |
| Home                                                          | 23-05-2005            | -                     |                 |              | Nr. 56 in de Single Top 100                           |
| Everything                                                    | 19-03-2007            | 28-04-2007            | 9               | 19           | Nr. 5 in de Single Top 100                            |
| Lost                                                          | 2007                  | 03-11-2007            | 24              | 11           | Nr. 30 in de Single Top 100 / Alarmschijf             |
| Let it snow!                                                  | 2008                  | -                     |                 |              | Nr. 56 in de Single Top 100                           |
| Haven't met you yet                                           | 2009                  | 10-10-2009            | 4               | 17           | Nr. 16 in de Single Top 100                           |
| Let it snow!                                                  | 2009                  | -                     |                 |              | Nr. 68 in de Single Top 100                           |
| Hold on                                                       | 2010                  | 06-02-2010            | tip5            | -            |                                                       |
| Hollywood                                                     | 2010                  | 02-10-2010            | tip2            | -            | Nr. 52 in de Single Top 100                           |
| Let it snow!                                                  | 2010                  | -                     |                 |              | Nr. 85 in de Single Top 100                           |
| Christmas (Baby please come home)                             | 2011                  | -                     |                 |              | Nr. 58 in de Single Top 100                           |
| It's a beautiful day                                          | 2013                  | 20-04-2013            | 13              | 16           | Nr. 24 in de Single Top 100                           |
| After all                                                     | 2013                  | 21-09-2013            | tip21           | -            | met Bryan Adams                                       |
| It's beginning to look a lot like Christmas                   | 2013                  | -                     |                 |              | Nr. 7 in de Single Top 100                            |
| All I want for Christmas is you                               | 2013                  | -                     |                 |              | Nr. 88 in de Single Top 100                           |
| Jingle bells                                                  | 2014                  | -                     |                 |              | met The Puppini Sisters / Nr. 56 in de Single Top 100 |
| Holly jolly Christmas                                         | 2015                  | -                     |                 |              | Nr. 24 in de Single Top 100                           |
| White Christmas                                               | 2015                  | -                     |                 |              | met Shania Twain / Nr. 43 in de Single Top 100        |
| Santa Claus is coming to town                                 | 2015                  | -                     |                 |              | Nr. 46 in de Single Top 100                           |
| Love you anymore                                              | 2018                  | 25-11-2018            | tip3            | -            |                                                       |
| I'll be home for Christmas                                    | 2018                  | -                     |                 |              | Nr. 85 in de Single Top 100                           |

| Single met hitnotering(en) in de Vlaamse Ultratop 50 | Datum van verschijnen | Datum van binnenkomst | Hoogste positie | Aantal weken | Opmerkingen                                  |
| ---------------------------------------------------- | --------------------- | --------------------- | --------------- | ------------ | -------------------------------------------- |
| Everything                                           | 2007                  | 28-04-2007            | tip2            | -            | Nr. 11 in de Radio 2 Top 30                  |
| Lost                                                 | 2007                  | 24-11-2007            | tip14           | -            |                                              |
| Haven't met you yet                                  | 2009                  | 14-11-2009            | 42              | 1            | Nr. 3 in de Radio 2 Top 30                   |
| Hollywood                                            | 2010                  | 16-10-2010            | tip27           | -            | Nr. 12 in de Radio 2 Top 30                  |
| Mis deseos / Feliz navidad                           | 24-10-2011            | 17-12-2011            | tip53           | -            | met Thalía                                   |
| It's a beautiful day                                 | 2013                  | 02-03-2013            | tip40           | -            | Nr. 8 in de Radio 2 Top 30                   |
| After all                                            | 2013                  | 07-12-2013            | tip30           | -            | met Bryan Adams                              |
| Baby it's cold outside                               | 2014                  | 13-12-2014            | tip37           | -            | met Idina Menzel                             |
| Real real gone                                       | 2015                  | 28-02-2015            | tip17           | -            | met Van Morrison                             |
| Fever                                                | 2015                  | 21-11-2015            | tip48           | -            | met Elvis & The Royal Philharmonic Orchestra |
| The more you give (the more you'll have)             | 2015                  | 12-12-2015            | tip27           | -            |                                              |
| Nobody but me                                        | 2016                  | 27-08-2016            | tip3            | -            |                                              |
| I believe in you                                     | 2016                  | 26-11-2016            | tip19           | -            |                                              |
| Love you anymore                                     | 2018                  | 20-10-2018            | tip10           | -            |                                              |
| When you're smiling                                  | 2019                  | 12-01-2019            | tip             | -            |                                              |
| Haven't met you yet                                  | 2021                  | 01-01-2022            | 38              | 1            |                                              |
| It's beginning to look a lot like Christmas          | 2011                  | 17-12-2022            | 5               | 7            |                                              |
| Holly jolly Christmas                                | 2011                  | 31-12-2022            | 22              | 2            |                                              |

### NPO Radio 2 Top 2000
| Nummers met noteringen in de NPO Radio 2 Top 2000 | '05 | '06 | '07 | '08  | '09 | '10  | '11  | '12  | '13  | '14  | '15  | '16  | '17  | '18  | '19  | '20  | '21  | '22  | '23  | '24  |
| ------------------------------------------------- | --- | --- | --- | ---- | --- | ---- | ---- | ---- | ---- | ---- | ---- | ---- | ---- | ---- | ---- | ---- | ---- | ---- | ---- | ---- |
| Everything                                        | ×   | ×   | 424 | 1721 | 219 | 524  | 798  | 795  | 941  | 1119 | 1427 | 1759 | 1942 | 1495 | 1531 | 1890 | -    | -    | -    | -    |
| Feeling Good                                      | 867 | 902 | 910 | 1315 | 788 | 1219 | 976  | 885  | 933  | 591  | 700  | 1005 | 1261 | 1066 | 1246 | 1192 | 1251 | 1429 | 1550 | 1769 |
| Haven't Met You Yet                               | ×   | ×   | ×   | ×    | -   | 371  | 750  | 1070 | 1295 | 1696 | 1772 | -    | -    | -    | -    | -    | -    | -    | -    | -    |
| Hold On                                           | ×   | ×   | ×   | ×    | ×   | 1056 | 1805 | -    | -    | -    | -    | -    | -    | -    | -    | -    | -    | -    | -    | -    |
| Home                                              | 313 | 460 | 329 | 603  | 430 | 517  | 710  | 712  | 830  | 820  | 1135 | 1382 | 1801 | 1367 | 1510 | 1734 | 1890 | -    | -    | -    |
| It's a Beautiful Day                              | ×   | ×   | ×   | ×    | ×   | ×    | ×    | ×    | -    | 1139 | 1536 | 1876 | -    | 1859 | -    | -    | -    | -    | -    | -    |
| Lost                                              | ×   | ×   | 432 | 1730 | 582 | 1043 | 1342 | 1374 | 1594 | 1784 | -    | -    | -    | -    | -    | -    | -    | -    | -    | -    |

1. ↑  Een '-' betekent dat het nummer niet was genoteerd, een '×' betekent dat het nummer nog niet was uitgebracht en een vetgedrukt getal geeft de hoogste notering van een nummer aan.
2. ↑  2005 was het eerste jaar met een notering voor Michael Bublé.

### Dvd's
| Dvd's met hitnoteringen in de Nederlandse Music Top 30 | Datum van verschijnen | Datum van binnenkomst | Hoogste positie | Aantal weken | Opmerkingen |
| ------------------------------------------------------ | --------------------- | --------------------- | --------------- | ------------ | ----------- |
| Caught in the act                                      | 2005                  | 17-12-2005            | 3               | 54           |             |

## Filmografie
- Bibsys: 9066607
- Biblioteca Nacional de España: XX1758504
- Bibliothèque nationale de France: cb14600580m (data)
- CiNii: DA17685548
- Gemeinsame Normdatei: 135388716
- International Standard Name Identifier: 0000 0001 1476 603X
- Library of Congress Control Number: no2003037212
- MusicBrainz: 611700cf-27f0-4dc9-ae80-c513a767853e
- Nationale Bibliotheek van Tsjechië: xx0036275
- Nationale bibliotheek van Australië: 54763897
- Nationale Bibliotheek van Israël: 987007414031905171
- Nationale Bibliotheek van Polen: a0000002394067
- Nederlandse Thesaurus van Auteursnamen: 264119045
- Réseau des bibliothèques de Suisse occidentale: 02-A011388223
- Istituto Centrale per il Catalogo Unico: MODV290450
- Système universitaire de documentation: 084289058
- Virtual International Authority File: 85525797
- WorldCat: E39PBJgRVrq4ppJpw636DKCWjC